# Legs&Loins
株式会社Legs & Loins（レッグスアンドロインズ、Legs & Loins Inc.）は、アーティストの芸能活動のマネジメント業務などを行なう芸能事務所。イベントの企画や制作の部門も持つ。かつての所在地は東京都世田谷区だったが、現在は豊島区。2012年設立。

## 概要
所属するアーティストは主に舞台俳優であるが、ジャンルに制限はない。所属アーティストは舞台作品・映像作品・歌手としての活動を主に行い、脚本や演出を手掛けるアーティストも在籍している。
アーティストの所属のほか、舞台作品を中心とする劇団やユニットがあり、それぞれ公演を行っている。主な劇団は、劇団居酒屋ベースボール・team Genius bibi。

## 主な所属アーティスト
- えのもとぐりむ
- 新里哲太郎
- 平竜
- 宮内慧人
- 家守ケンティー
- 米村拓彰
- 僕十
- 坊屋たいと
- 木畑梨佳子
- 私オム

## かつて所属していたアーティスト
- 高橋茉琴（現所属：ワオ・エージェンシー）
- 宮下貴浩（現所属：PFH Entertainment）
- 菊川はる（現所属：PFH Entertainment）